# MusicXML
MusicXML — це формат файлів на основі XML для представлення європейської музичної нотації . Формат є відкритим, повністю задокументованим і може вільно використовуватися відповідно до угоди W3C .  

## історія
MusicXML був винайдений Майклом Гудом і спочатку розроблений Recordare LLC. В його основу покладено класичні формати, такі як MuseData Волтера Гьюлетта на основі ASCII  і Humdrum Девіда Гурона. Він призначений для обміну партитурами, виконаними  у різних нотних редакторах . Розробкою MusicXML керувала MakeMusic після придбання компанією Recordare у 2011 році   У липні 2015 року розробку MusicXML було передано групі W3C Music Notation Community Group 
Версія 1.0 була випущена в січні 2004 року. Версія 1.1 була випущена в травні 2005 року з покращеною підтримкою форматування. Версія 2.0 була випущена в червні 2007 року і включала стандартний стиснений формат. Версія 3.0 була випущена в серпні 2011 року з покращеною підтримкою віртуальних інструментів як у версіях DTD, так і в XSD.   Версія 3.1 була випущена в грудні 2017 року з покращеною підтримкою стандартного макета музичних шрифтів ( SMuFL ).  Версія 4.0 була випущена в червні 2021 року. 

## Підтримка
Станом на  October 2021, MusicXML підтримують близько 260 програм, зокрема:
- Більшість нотних,  редакторів, включаючи Finale, Sibelius і MuseScore.
- Більшість програм оптичного розпізнавання музики, включаючи SmartScore, PhotoScore та Audiveris
- Більшість секвенсорів, зокрема Cubase, Logic Pro, Digital Performer і SONAR

Крім того, можлива веб-підтримка за допомогою елемента canvas HTML5 і JavaScript, що забезпечує відтворення музики у веб-браузері . 
Формат MusicXML окрім власне нотних знаків також дозволяє зафіксувати інформацію про тональність, музичний розмір , ключі,  особливості хвостиків або ребер нот, ліги, орнаменти, штрихові позначення та знаки репризи. 

## приклад
Як і всі формати на основі XML, MusicXML призначений для легкого аналізу та обробки автоматизованими інструментами. Хоча MusicXML  можна створити вручну, нотні редактори значно спрощують читання, запис і редагування файлів MusicXML.
У наступному прикладі наведено партитуру, що складається з однієї цілої ноти до першої октави в тональності до мажор на скрипковому ключі . 
```
<?xml version="1.0" encoding="UTF-8" standalone="no"?>

<!DOCTYPE score-partwise PUBLIC

  "-//Recordare//DTD MusicXML 4.0 Partwise//EN"

  "http://www.musicxml.org/dtds/partwise.dtd">

<score-partwise
 
version=
"4.0"
>

 
<part-list>

  
<score-part
 
id=
"P1"
>

   
<part-name>
Music
</part-name>

  
</score-part>

 
</part-list>

 
<part
 
id=
"P1"
>

  
<measure
 
number=
"1"
>

   
<attributes>

    
<divisions>
1
</divisions>

    
<key>

     
<fifths>
0
</fifths>

    
</key>

    
<time>

     
<beats>
4
</beats>

     
<beat-type>
4
</beat-type>

    
</time>

    
<clef>

     
<sign>
G
</sign>

     
<line>
2
</line>

    
</clef>

   
</attributes>

   
<note>

    
<pitch>

     
<step>
C
</step>

     
<octave>
4
</octave>

    
</pitch>

    
<duration>
4
</duration>

    
<type>
whole
</type>

   
</note>

  
</measure>

 
</part>

</score-partwise>

```

Зображення середньої до на скрипковому ключі, створене за допомогою коду MusicXML.

Представлене вище кодування є багатослівним; MusicXML v2.0 передбачає стислий формат zip з a.mxl Суфікс , який може стиснути вихідний файл у 20 разів. 

## Зовнішні посилання
- MusicXML 4.0 Остаточний звіт групи спільноти
- Група спільноти W3C Music Notation
- Переглядач MusicXML на Soundslice
- IEEE 1599 на IEEE.org